# كأس بنغاباندهو 2015
كأس بنغاباندهو 2015 أو كأس بنغاباندهو الذهبي 2015 تعد بطولة كرة قدم دولية ينظمها اتحاد بنغلادش لكرة القدم تكريما لأب الأمة الشيخ مجيب الرحمن. تم إطلاق البطولة في عام 1996 ولكن لم يتم تنظيمها سوى مرتين حتى الآن. نسخة 2015 هي النسخة الثالثة من كأس بنغاباندهو. كان الاتحاد البنغلاديشي يحاول إعادة إطلاق البطولة منذ عام 2009 حتى استطاع المضي قدما في عام 2014 على أن تلعب في أوائل 2015 بمشاركة ست دول. قبل أيام فقط من انطلاق البطولة أكد الاتحاد البنغلاديشي مشاركة جميع المشاركين الستة.
فاز ماليزيا تحت 23 سنة بالنسخة الثالثة للبطولة بفوزه في المباراة النهائية على منتخب بنغلادش تحت 23 سنة المستضيف. هذه المرة الأولى التي يصل فيها منتخب بنغلاديش إلى المباراة النهائية.

## الطريقة
في مرحلة المجموعات تم تقسيم المنتخبات الستة إلى مجموعتين تتكون كل منها من ثلاثة منتخبات. تلعب مباريات المجموعة بطريقة الدوري من دور واحد. يتم منح الفائز ثلاث نقاط والمتعادل نقطة واحدة والخاسر لا يحصل على أي نقطة. المنتخبين اللذين سيحتلان المركزين الأول والثاني في كل مجموعة سيتأهلان إلى الدور نصف النهائي.

## طاقم التحكيم
تم تعيين أحد عشر حكم ومراقبين اثنين من قبل الاتحاد الدولي لكرة القدم لهذه البطولة.

### الحكام
- طيب شمس الزمان
- ميجانور رحمن
- جلال الدين
- جاسم الدين
- فيردور أحمد
- نور الزمان
- م. ز. ف. ناهيد
- خميس محمد المري
- موعود عباس علي بنياديفرد
- هسو مين-يو

### مراقبا المباريات
- منير الإسلام
- غوتام كار

## القنوات النقلة
- القناة 9 (بنغلاديش).
- فوكس سبورتس 2.
- تلفزيون بنغلاديش.

## الملاعب
لعبت جميع المباريات التسع في ملعب ملعب بانغاباندو الوطني في دكا وملعب منطقة سيلهت في سيلهت:
| دكا                                                                     | سيلهت            |  |
| ----------------------------------------------------------------------- | ---------------- |  |
| ملعب بانغاباندو الوطني                                                  | ملعب منطقة سيلهت |  |
| السعة: 36,000                                                           | السعة: 18,000    |  |
|                                                                         |                  |  |
| ملعب بانغاباندو الوطني ملعب منطقة سيلهتكأس بنغاباندهو 2015 (Bangladesh) |                  |  |

## المنتخبات المشاركة
شاركت المنتخبات التالية:
| المجموعة 1          |
| ------------------- |
| بنغلاديش            |
| ماليزيا تحت 23 سنة  |
| سريلانكا            |
| المجموعة 2          |
| تايلاند تحت 23 سنة  |
| سنغافورة تحت 23 سنة |
| البحرين تحت 23 سنة  |

## الدور الأول

### المجموعة 1
| المنتخب            | لعب | فاز | تعادل | خسر | له | عليه | الفارق | النقاط |
| ------------------ | --- | --- | ----- | --- | -- | ---- | ------ | ------ |
| ماليزيا تحت 23 سنة | 2   | 2   | 0     | 0   | 3  | 0    | +3     | 6      |
| بنغلاديش           | 2   | 1   | 0     | 1   | 1  | 1    | 0      | 3      |
| سريلانكا           | 2   | 0   | 0     | 2   | 0  | 3    | −3     | 0      |

| بنغلاديش | 0–1 | ماليزيا تحت 23 سنة |
| -------- | --- | ------------------ |
|          |     | سيازوان 51'        |

| ماليزيا تحت 23 سنة          | 2–0 | سريلانكا |
| --------------------------- | --- | -------- |
| سياهرول 45+4' · ريدزوان 60' |     |          |

| بنغلاديش    | 1–0 | سريلانكا |
| ----------- | --- | -------- |
| هيمانتا 41' |     |          |

### المجموعة 2
| المنتخب             | لعب | فاز | تعادل | خسر | له | عليه | الفارق | النقاط |
| ------------------- | --- | --- | ----- | --- | -- | ---- | ------ | ------ |
| تايلاند تحت 23 سنة  | 2   | 2   | 0     | 0   | 6  | 2    | +4     | 6      |
| سنغافورة تحت 23 سنة | 2   | 0   | 1     | 1   | 2  | 3    | −1     | 1      |
| البحرين تحت 23 سنة  | 2   | 0   | 1     | 1   | 0  | 3    | −3     | 1      |

| سنغافورة تحت 23 سنة   | 2–3 | تايلاند تحت 23 سنة                     |
| --------------------- | --- | -------------------------------------- |
| إكرام 51' · توفيق 51' |     | أديساك 51' · تشاياوات 51' · باكورن 51' |

| البحرين تحت 23 سنة | 0–0 | سنغافورة تحت 23 سنة |
| ------------------ | --- | ------------------- |
|                    |     |                     |

| تايلاند تحت 23 سنة                                  | 3–0 | البحرين تحت 23 سنة |
| --------------------------------------------------- | --- | ------------------ |
| صالح 35' (ه.ذ.) · باكورن 51' (ركلة.) · جاتورونغ 56' |     |                    |

## مرحلة خروج المغلوب

### نصف النهائي
| سنغافورة تحت 23 سنة | 0–1 | ماليزيا تحت 23 سنة |
| ------------------- | --- | ------------------ |
|                     |     | كوماهران 50'       |

| بنغلاديش       | 1–0 | تايلاند تحت 23 سنة |
| -------------- | --- | ------------------ |
| نصير الدين 38' |     |                    |

### النهائي
| بنغلاديش              | 2–3 | ماليزيا تحت 23 سنة                     |
| --------------------- | --- | -------------------------------------- |
| أميلي 49' · ياسين 55' |     | نعيم 31' · كوماهران 40' · فايزات 90+2' |

## لائحة الهدافين
هدفان
- س. كوماهران
- باكورن بريمباك

هدف
- هيمانتا فينسينت بيسواس
- جاهيد حسن أميلي
- نصير الدين تشودوري
- ياسين خان
- محمد فايزات غازلي
- محمد ريدزوان أبدونلوه
- محمد سيازوان أنديك
- نظير النعيم تشي هاشم
- سياهرول أزواري إبراهيم
- إكرام رفقي محمد يزيد
- توفيق سوبارنو
- أديساك سينسوم-إياد
- تشاياوات سريناوونغ
- جاتورونغ بيمكون

هدف ذاتي
- صالح

## تشكيلة اللاعبين

### بنغلاديش
المدرب:  لوديفيك دي كرويف